# 胡家园车辆段
胡家园车辆段位于天津市滨海新区津滨高速公路南侧，为天津轨道交通天津地铁九号线唯一的车辆段。该车辆段封顶于2003年4月16日。附近有胡家园站。

## 内部链接
- 天津地铁九号线